# Robert
Robert je mužské křestní jméno germánského původu. Rupert či Ruprecht pochází ze staroněmeckého jména Hruodperaht/Hroberahtus. Jeho význam je obvykle uváděn jako „slavný a skvělý/jasný“ (hruod a bert/peraht).
Podle českého kalendáře má svátek 29. dubna.

## Statistické údaje
Následující tabulka uvádí četnost jména v ČR a pořadí mezi mužskými jmény ve srovnání dvou roků, pro které jsou dostupné údaje MV ČR – lze z ní tedy vysledovat trend v užívání tohoto jména:
| Rok       | Četnost    | Pořadí   |
| 1999      | 21 745     | 42.      |
| 2002      | 21 875     | 43.      |
| Porovnání | o 130 více | o 1 hůře |
| 2006      | 22 384     | 45.      |

Změna procentního zastoupení tohoto jména mezi žijícími muži v ČR (tj. procentní změna se započítáním celkového úbytku mužů v ČR za sledované tři roky 1999–2002) je +1,3%.

## Známí nositelé jména
- Robert Baden-Powell (1857–1941) – britský general a zakladatel skautingu
- Robert Bosch (1861–1942) – německý vynálezce a podnikatel
- Robert Fico (* 1964) – slovenský politik
- Robert Fischer (1943–2008) – americký šachista, mistr světa v letech 1972–1975
- Robert Goddard (1882–1945) – americký inženýr, průkopník raketové techniky
- Robert Kennedy (1925–1968) – americký politik
- Robert Musil (1880–1942) – rakouský romanopisec, dramatik a esejista
- Robert De Niro (* 1943) – americký herec
- Robert Owen (1771–1858) – britský podnikatel, reformátor společnosi a raný socialista
- Robert Speychal – podplukovník a spisovatel
- Robert Louis Stevenson (1850–1894) – skotský novoromantický spisovatel a cestovatel
- Robert Změlík (* 1969) – český olympijský vítěz v desetiboji v Barceloně 1992

- Seznam článků začínajících na „Robert“

## Jméno panovníka
- Karel I. Robert z Anjou (kolem 1290–1342), uherský král
- Robert I. z Artois, zvaný Dobrý (1216–1250)
- Robert I. z Baru (1344–1411), vévoda a švagr francouzského krále Karla V
- Robert I. le Brus († 1094), první člen rodu Bruce v Británii
- Robert I. z Dreux (Veliký, 1124/1126–1188), hrabě
- Robert I. Francouzský (cca 865/866–923), západofranský král v letech 922 až 923
- Robert I. Konstantinopolský, také de Courtenay, latinský císař v Konstantinopoli
- Robert I. Neapolský (1277–1343), neapolský král
- Robert I. Parmský (1848–1907), vévoda parmský z rodu Bourbon
- Robert I. (biskup vratislavský) († 1140 nebo 1143)
- Robert II. z Artois (1250–1302), regent neapolský
- Robert II. de Brus (1078–1141), zakladatel skotské větve rodu de Bruce
- Robert II. Burgundský (1248–1305/6), vévoda
- Robert II. Flanderský, též Jeruzalémský (asi 1065–1111), jeden z vůdců první křížové výpravy
- Robert II. Francouzský zv. Pobožný (Robert II le Pieux, 970/974–1031), král z dynastie Kapetovců
- Robert II. Skotský (1316–1390), skotský král
- Robert II. (biskup vratislavský) († 1146 nebo 1143)
- Robert III. Skotský (cca 1337–1406), skotský král
- Robert VI. de Brus (1220–1295), lord z Annandale
- Robert z Arbrisselu (1050–1117) – francouzský potulný kazatel, poustevník, teolog a zakladatel kláštera Fontevrault
- Robert z Baru (1390?–1415), hrabě z Marle a ze Soissons
- Robert Bellarmino (1542–1621) – italský katolický teolog, kardinál, světec a jeden z učitelů církve
- Robert z Clari (okolo 1170 – po 1216), účastník a kronikář čtvrté křížové výpravy
- Robert z Clermontu (1256–1317), hrabě z Bourbonu
- Robert z Craonu, le Bourguignon († 1149), druhý velmistr Templářů
- Robert Mnich (kolem 1055–1122), kronikář první křížové výpravy
- Robert z Molesme (c. 1028–1111), křesťanský světec a opat cisterciáckého kláštera
- Robert (biskup olomoucký) zvaný Angličan (†1240), biskup v letech 1201–1240
- Robert Rakouský-d'Este (1915–1996), rakouský arcivévoda
- Robert ze Sablé († 1193), v letech 1191 – 1193 velmistr řádu templářů
- Robert de Sorbon (1201–1274), francouzský kněz a teolog, zakladatel Sorbonny

## Příjmení
- Cyprien Robert (1807–1865) – francouzský slavista
- Florentin Robert (1795–1870) – český a rakouský průmyslník a politik, původem z Francie
- Julius Robert – český a rakouský průmyslník a politik, syn Florentina
- Stéphane Robert (* 1980) – francouzský tenista